# At the Royal Club
At the Royal Club är ett samlingsalbum med Division of Laura Lee, utgivet 1999. Skivan består av låtar från bandets tidigare utgivna singlar.

## Låtlista
1. "Love Stetoscope"
2. "Stereotype"
3. "44"
4. "Time to Live"
5. "Royal Club"
6. "The Soul of Laura"
7. "Chart Music"
8. "Tongue Twister"
9. "Stop! Go!
10. "Coffeemaker"
11. "How Good You Are"